# Droite de la République
 (octobre 2019).
Si vous disposez d'ouvrages ou d'articles de référence ou si vous connaissez des sites web de qualité traitant du thème abordé ici, merci de compléter l'article en donnant les références utiles à sa vérifiabilité et en les liant à la section « Notes et références ».
La Droite de la République (en polonais : Prawica Rzeczypospolitej) est un parti politique polonais de droite. 

## Historique
Le parti est fondé en 2007.
Son principal dirigeant est Marek Jurek, député européen. Le parti s’affilie au Mouvement politique chrétien européen en 2015.
Le parti soutien au second tour de l’élection présidentielle polonaise de 2015 la candidature d’Andrzej Duda et se présente aux élections législatives de 2015 en coalition avec le parti dont celui-ci est issu, Droit et justice.

## Programme
Le programme du parti inclut : 
- la protection constitutionnelle de la vie prénatale ;
- l'interdiction de la prostitution et de la pornographie ;
- la lutte contre le marxisme culturel et les études de genre ;
- la mise en place de la peine capitale pour les meurtriers et les violeurs ;
- l’exemption d'impôts pour les familles et la mise en place d'une politique pro-famille ;
- la privatisation de certaines entreprises d'État ;
- l'allongement du congé maternité ;
- le renforcement de l'aide médicale d'État ;
- l'opposition à l'entrée dans la zone euro ;
- la réduction des dépenses du gouvernement ;
- la libéralisation du droit du travail.

Le parti se positionne comme un parti conservateur chrétien fortement axé sur les droits de la famille et une position pro-vie,.